# اچ‌ام‌اس آرلینگهام (ام۲۶۰۳)
اچ‌ام‌اس آرلینگهام (ام۲۶۰۳) (به انگلیسی: HMS Arlingham (M2603)) یک کشتی بود که طول آن ۱۰۰ فوت (۳۰ متر) بود. این کشتی در سال ۱۹۵۳ ساخته شد.